# Aeroportul Tuy Hoa
Aeroportul Tuy Hoa (IATA: TBB, ICAO: VVTH) este un aeroport din Tuy Hòa⁠(d), Phú Yên, Vietnam ce deservește zona Tuy Hòa⁠(d). Aeroportul a fost tranzitat în 2018 de 403.000 de pasageri. A fost deschis în 1966.
Situat la o altitudine de 6 m, aeroportul dispune de o singură pistă.